# 1X Band
1x Band là một ban nhạc hoạt động từ năm 1991 đến năm 1997. Ban nhạc này đại diện cho Slovenia trong lần đầu tiên tham dự Eurovision Song Contest vào năm 1993. Ca sĩ của ban nhạc, Cole Moretti, đã trình diễn bài hát "Tih deževen dan", và đạt thứ hạng 22 chung cuộc, với 9 điểm. Cũng trong năm 1993, ban nhạc đã chiến thắng Kvalifikacija za Millstreet.